# Sugarbeans
sugarbeans（シュガービーンズ、本名：佐藤友亮、さとうともあき、1981年5月16日 - ）は、日本の音楽家、歌手、音楽プロデューサー、ソングライター、編曲家。

## 来歴
東京音楽大学在学中に音楽の仕事をはじめ、作曲・編曲・鍵盤・ドラムをこなす。劇伴・CM音楽、レコーディング/ライブサポート、楽曲提供やサウンドプロデュースをしている。
2005年9月、「sugarbeans」名義でシンガーソングライターとして活動も始める。
2012年3月、シンガーソングライターの伊沢麻未と「Tommy & Sammy」を結成。CD製作・ライブ・楽曲提供を行う。

## 作品

### sugarbeans
1. コンセプトアルバム「letters」（2006年11月25日、自主製作盤）
  1. 僕は修行中です。
  2. 買うものリスト
  3. 熊川クリーニング
  4. おさむとさゆり
  5. ロマンチックな書き置き

#### アルバム
1. いつだってそこには風（2006年11月25日、自主製作盤）
  1. ぽんこつバスのテーマ
  2. ペンギンのわきの下
  3. ピチカート
  4. 降ってくる
  5. 雨男／雨女 (feat.あらりえ)
  6. 待ちくたびれカレーライス
  7. 風の色
  8. ただいま
2. メロンを食べる男（2007年12月16日、CXCA-1224）
  1. どうしてもというのなら
  2. ひっこしはだいもんだい
  3. 虹のプロペラ
  4. 冷蔵庫のシルエット
  5. 教室にひとり
  6. 放課後フリッパー
  7. スリッパと望遠鏡
  8. 月明かりのブルース
  9. 落ちてくる （以下、bonus track）
  10. moonlight melon-eater
3. ボンボヤージ！（2008年12月19日、CXCA-1244）
  1. ぼくはゆうびんやさん
  2. 逢引日和
  3. 魔法のようです
  4. 赤い電車
  5. 走る
  6. 登ってみる
  7. ボンボニャージュ(feat.戸田和雅子)
  8. 夕立ちカレイドスコープ
  9. おうちへ帰ったら
  10. bon voyage
4. 手品（2010年7月7日、MDCL-1503）
  1. 種も仕掛も
  2. 二階から目薬
  3. Can you hear me?
  4. シェパード
  5. もうすぐ出番です
  6. トランスファー(feat.末永華子)
  7. 空中遊泳
  8. ソックスの色を忘れるまで
  9. Vanish
  10. 日曜日のメヌエット
  11. 足音
  12. さよなら、またね
  13. 手品
5. Rudolf（2012年3月21日、MDCL-1524）
  1. マチルダ
  2. 落ちる
  3. スカート！
  4. あまいゆううつ
  5. ひみつのあいず(with 黒崎ジュンコ)
  6. 老いてこそなお
  7. ベッドを抜け出して
  8. 溶けてなくなる
  9. ペチカ (feat. YUUMI from unistyle)
  10. こんぺいとうが降る町
  11. ルドルフのテーマ
  12. あわてるふたり ～ルドルフとペーター～
6. つぶあんこしあん (2022年1月19日、FAWA-0007)
  1. 40
  2. つぶあんこしあん
  3. ビックバンドの夢 (without Big Band ver.)
  4. 煮物
  5. 暖簾越しのブルース
  6. 漂流
  7. 止まらない食欲
  8. 全然こない
  9. 毛布
  10. 豆大福のテーマ

### Tommy & Sammy
1. アルバム「Tommy & Sammy」（2015年11月19日、BCRC-001、Bonny Cat Records）
  1. Everywhere you go
  2. Tommy & Sammyのテーマ
  3. Shiki
  4. 列車にのって
  5. 鳥かご
  6. Best Friend
  7. P
  8. You make me feel...
  9. Home
  10. キッチン

## 楽曲提供・参加
- Asami Izawa
  - 「Life」 - （ドラム/鍵盤）

- アズマリム
  - 「人類みなセンパイ！」 - （ピアノ）

- AMEMIYA
  - 「マジ歌はじめました」 - （プロデュース/編曲/ドラム/鍵盤など）

- あらりえ
  - 「気球に乗りたい」 - （プロデュース/編曲/ドラム/鍵盤/コーラス）

- 伊藤サチコ
  - 「感情と水」 - （鍵盤）

- A.B.C-Z
  - 「雨上がりに手をつないだら」 - （作詞/作曲/編曲/ドラム/鍵盤）※Tommy & Sammy名義
  - 「雪が降る」 - （編曲/ピアノ/パーカッションなど）
  - 「はらはらひらふる」 - （作詞/作曲/編曲/ドラム/鍵盤）※Tommy & Sammy名義
  - 「二人で歩こう」 - （ドラム/ピアノ/ローズピアノ）
  - 「また出会える日まで」 - （作詞/作曲/編曲）※Tommy & Sammy名義
  - 「静かな朝」 - （編曲）

- 大渕野々花
  - 「夢.jpeg」（編曲）[1]

- 大森靖子
  - 「Re: Re: Love 大森靖子 feat. 峯田和伸」 - （編曲/ウーリッツァー/プログラミング）[2]
  - 「絶対彼女 feat. 道重さゆみ」 - （編曲/ドラム/ピアノ）
  - 「LOW hAPPYENDROLL」 - （編曲/ドラム/ピアノ）
  - 「VOID」 - （オルガン）
  - 「死神」 - （ピアノ）
  - 「MUTEKI」- （プロデュース）
  - 「流星ヘブン」 - （編曲/ドラム/ピアノ/ローズピアノ/チェレスタ）
  - 「みっくしゅじゅーちゅ」 - （編曲/ドラム/鍵盤）
  - 「焼肉デート」 - （ピアノ）
  - 「子供じゃないもん17」 - （ピアノ）
  - 「他人の人生」 - （ピアノ）
  - 「JI･MO･TOの顔かわいいトモダチ」 - （作曲/編曲/プログラミング）
  - 「夢幻クライマックス かもめ教室編」 -（編曲/ドラム/ピアノ/ローズピアノ）
  - 「君に届くな kitixxxgaia ver.」 - （編曲/ドラム/ピアノ/ローズピアノ）
  - 「オリオン座」 - （ドラム/ピアノ）
  - 「■ックミー■ックミー」 -（ウーリッツァー/オルガン）
  - 「無修正ロマンティック ～延長戦～」 - （ウーリッツァー/オルガン）
  - 「Re: Re: Love 大森靖子 feat.峯田和伸」 - （編曲/ウーリッツァー/プログラミング）
  - 「S.O.S.F. 余命二年」 - （編曲/ピアノ/シンセサイザー/シェーカー/ベル）
  - 「真っ赤に染まったクリスマス」 - （編曲/ピアノ/シンセサイザー/シェーカー/ベル）
  - 「KEKKON」 - （編曲/ピアノ/シンセサイザー/シェーカー/ベル）
  - 「stolen worID」 - （編曲/ピアノ）
  - 「Rude」 - （編曲/ドラム/ピアノ）
  - 「アルティメット♡らぶ全部」 - （編曲/ピアノ/オルガン/シンセサイザー/タンバリ）
  - 「ひらいて」 - （編曲/ピアノ）
  - 『超天獄』（アルバム全13曲） - （ 編曲/共同サウンドプロデュース/ピアノ/ウーリッツァー/オルガン/シンセサイザー/パーカッション/プログラミング）
  - 「ムゲンライセ」 - （編曲/オルガン/シンセサイザー）
  - 「大森神社」 - （編曲/ピアノ/鍵盤/パーカッション/プログラミング）
  - 「田中愛愛愛子」 - （編曲/ピアノ/鍵盤/パーカッション/プログラミング）
  - 「幸内炎」 - （編曲/ピアノ/鍵盤/パーカッション/プログラミング）
  - 「SickS ckS」 - （編曲/ピアノ/鍵盤/パーカッション/プログラミング）
  - 「誰でも絶滅少女」 - （編曲/ピアノ/鍵盤/パーカッション/プログラミング）
  - 「絶対運命ごっこ」 - （編曲/ピアノ/鍵盤/パーカッション/プログラミング）

- 岡部磨知
  - 『Sweet Devil』 - （ドラム）

- 奥華子
  - 「鞄の中のやきもち」 -
  - 「ホントはね」 - （編曲/ドラム/オルガンなど）
  - 「思い出になれ」 - （ハモンドオルガン）
  - 「君と僕の道」 - （ドラム/鍵盤）
  - 「BEST -My Letters-」 - （編曲/ドラム/鍵盤）
  - 「good-bye」 - （編曲/ドラム/鍵盤）
  - 「うたかた」- （編曲/ドラム/鍵盤）
  - 「初恋/虹の見える明日へ」- （編曲/ドラム/鍵盤）

- カーネーション
  - 「まともになりたい」 - （鍵盤）
  - 「Lost in the Stars」 - （鍵盤）
  - 「いつかここで会いましょう」 - （鍵盤）
  - 「続・無修正ロマンティック ～泥仕合～」 - （鍵盤）[3]

- Kaco
  - 「ミーナの水槽」 - （ピアノ/オルガン/クラヴィネット）
  - 「東京ベガ」 - （ピアノ/オルガン/クラヴィネット）[4]
  - 「たてがみ」全曲 - （ピアノ/ローズピアノ/オルガン）[5]

- 鹿乃
  - 「エンディングノート」 - （編曲/ドラム/ピアノ/プログラミング）

- 河野マリナ
  - 「背番号009 ～栄冠よ僕に輝け～」 - （編曲/ピアノ）
  - 「MAGIC OF MUSIC」 - （ピアノ/オルガン）
  - 「Do!! Do!! Let me Fun♪」 -（ピアノ/オルガン）
  - 「Cheer for me!!」 - （ピアノ/オルガン）

- 岸谷香
  - 「Dialogue 〜涙の理由〜」 - （サウンドプロデュース/アレンジ）

- 北川けんいち
  - 「BROWN」 - （編曲/ドラム/鍵盤など）
  - 「BANANA」 -（編曲/ドラム/鍵盤など）
  - 「Mr.ジェントルマン」 -（編曲/ドラム/鍵盤など）
  - 「いち」 - （編曲/ドラム/鍵盤など）
  - 「HAPPY32」 - （編曲/ドラム/鍵盤など）
  - 「31」 - （編曲/ドラム/鍵盤など）
  - 「音しだま2013」 - （編曲/ドラム/鍵盤など）
  - 「音しだま2012」 -（編曲/ドラム/鍵盤など）
  - 「音しだま」 -（編曲/ドラム/鍵盤など）
  - 「きみと月まで」 - （編曲/ドラム/鍵盤など）

- 木村竜蔵
  - 「迎えにゆくよ」 - （鍵盤）
  - 「夏は夢、君は幻」 -（鍵盤）
  - 「新しい風」 - （鍵盤）

- KinKi Kids
  - 「SPEAK LOW」 - （ローズピアノ/オルガン）
  - 「White Avenue」 - （編曲/ドラム/ピアノなど）
  - 「ホタル」 - （ストリングスアレンジ）
  - 「今の僕がある理由」 - （編曲/ドラム/ピアノ）
  - 「Pure Soul」 - （ストリングスアレンジ/ローズピアノ）[6]
  - 「Topaz Love」 - （ストリングスアレンジ/ピアノ）[7]
  - 「杪夏」 - （編曲）

- クレハロック
  - 「貴方のカルロス/我が名はロレハン」 - （プロデュース/編曲/ヴォーカル/ドラム/鍵盤）

- 黒崎ジュンコ
  - 「Jerish」 - （編曲/ドラム/ピアノ）

- K
  - 「ボーダー」 - （ドラム）
  - 「プリテンダー」 - （ドラム）
  - 「桐箪笥のうた」 - （ドラム）
  - 「Christmas Time Again」 -（ドラム）
  - 「Believe In Magic」 - （ドラム）
  - 「Christmas Time Again」 -（ドラム）
  - 「君と僕の部屋」 -（ドラム）

- COUCH
  - 「恋が焦がす温度」 - （鍵盤）

- 斉藤朱夏
  - 「くつひも」 - （編曲/ピアノ/オルガンなど
  - 「ヒーローになりたかった」 -（編曲/ピアノ/オルガンなど）※他全曲鍵盤[8]

- SECRET
  - 「Twinkle Twinkle」 - （ピアノ）

- GENERAL HEAD MOUNTAIN
  - 「花にカルテット」 - （作曲/編曲/打楽器　ほかストリングスアレンジ/鍵盤）
  - 「木漏れ日にツキル」 - （ストリングスアレンジ/鍵盤）
  - 「月かなしブルー」 - （ストリングスアレンジ/鍵盤）

- 下地正晃
  - 「Turquoise」 - （ドラム）

- 鈴木愛理
  - 「噂のホクロ」 - （編曲）

- 鈴木みのり
  - 「ちいさなみのり」 - （ピアノ/オルガン）

- Sexy Zone
  - 「Stand up! Speak out!」 - （作詞/作曲/編曲/ドラム/鍵盤）※Tommy & Sammy名義
  - 「僕らがいる世界」 - （作詞/作曲/編曲/ドラム/鍵盤）※Tommy & Sammy名義
  - 「青い恋人」 - （編曲/ピアノなど）
  - 「名脇役」 - （編曲/ドラム/ローズピアノ/オルガンなど）

- SOULGUMBO
  - 「イメージ通り」 - （鍵盤）
  - 「ラブユーベイビー」 - （鍵盤）

- SOWAN SONG
  - 「抱きしめたい」 - （鍵盤）
  - 「36」 - （編曲/鍵盤）
  - 「Happy birthday」 - （鍵盤/パーカッション）

- ZOC
  - 「family name -AGE OF ZOC Ver.-」 - （ピアノ）
  - 「FLY IN THE DEEPRIVER」 - （編曲/ピアノ/プログラミング）
  - 「REPEAT THE END」 - （編曲/ピアノ/プログラミング）
  - 「紅のクオリア」藍染カレン（ソロ） - （編曲/ピアノ/プログラミング）
  - 「まろまろ浄土」巫まろ（ソロ） - （編曲/ドラム/ピアノ/パーカッション/プログラミング）
  - 「Fake baby」鎮目のどか（ソロ） - （編曲/シンセサイザー/プログラミング）

- 高橋徹也
  - 「Style」 - （鍵盤）
  - 「The Endless Summer」 - （鍵盤/パーカッション/ホーンアレンジ）
  - 「大統領夫人と棺」 - （鍵盤）

- タニザワトモフミ
  - 「世界一周ノススメ」 - （サウンドプロデュース/編曲/ドラム/ピアノなど）
  - 「夢の食堂」 - （サウンドプロデュース/編曲/ドラム/ピアノなど）
  - 「サマー」 - （サウンドプロデュース/編曲/ドラム/ピアノなど）
  - 「七色」 - （ドラム/パーカッション）

- タマコウォルズ
  - 「Hog's Babble」 - （鍵盤/ヴォーカル）
  - 「Dogear Era」 - （鍵盤）

- タマル
  - 「Peace, Happy, Love & Hope」 - （ピアノ）

- 長男ズ
  - 「空色クリームソーダ」 - （作詞/作曲/編曲/ヴォーカル/ドラム/ピアノなど）

- ツチヤカレン
  - 「純情通り」 - （編曲/ドラム/メロディオン/タンバリン/プログラミング）
  - 「ハミングバード」 - （編曲/ドラム/ピアノ/オルガン/タンバリン）

- でか美ちゃん
  - 「NEVER BE YOUR LITTLE GIRL 」 - （編曲/ドラム/ピアノ/オルガン/タンバリン）

- 寺岡呼人
  - 「リライト」 - （ドラム）
  - 「パパのお弁当」 - （ドラム）

- 堂島孝平
  - 「PERFECT LOVE」 - （編曲/ホーンアレンジ/ドラム/鍵盤など）
  - 「免許を取ったら」 - （編曲/ホーンアレンジ/ドラム/鍵盤など）
  - 「アルコール＆レスポンス」 - （編曲/ホーンアレンジ/ドラム/鍵盤など）
  - 「NO GOODBYE」 - （編曲/ホーンアレンジ/ドラム/鍵盤など）
  - 「きみのため」 - （編曲/ホーンアレンジ/ドラム/鍵盤など）
  - 「オモクリ監督」 - （鍵盤）
  - 「フィクション」 - （ピアノ）
  - 「シュガーソングとビターステップ」 - （ストリングスアレンジ）

- 鳥井さきこ
  - 「大人になったら 歌いたい」 - （ドラム/ピアノ）

- Negicco
  - 「Live at NAKANO SUNPLAZA」 - （キーボード）
  - 「キミはドリーム」 - （ドラム/ピアノ）

- back number
  - 「ヒーロースーツ」 - （サウンドプロデュース/編曲/ホーンアレンジ/ストリングスアレンジ/オルガン/ティンパニ）

- 花澤香菜
  - 「今朝のこと」 - （オルガン）
  - 「Night And Day」 - （オルガン）
  - 「Waltz for Praha」 - （オーケストレーション/編曲/ピアノ/打楽器など）
  - 「25 Hours a Day」 - （オルガン）
  - 「スパニッシュ・アパートメント」 - （オルガン）
  - 「シグナルは恋ゴコロ」 - （ブラスアレンジ/ピアノ/オルガン）

- PUFFY
  - 「冒険のダダダ」 - （ホーンアレンジ）

- はやしいと
  - 「傘がきらい」 - （鍵盤/ドラム）

- はる陽。
  - 「FREESIA」 - （編曲/ローズピアノ/シンセサイザー/タンバリン/プログラミング）

- 松本佳奈
  - 「魔法の手のひら」 - （ドラム）

- MAPA
  - 『四天王』（アルバム全13曲） - （編曲/ピアノ/オルガン/鍵盤/パーカッション/プログラミング）
  - 「麒麟 ♡タイム/Satie」 - （編曲/ピアノ/鍵盤/タンバリン/プログラミング）
  - 「Calling box/いもうと」 - （編曲/ピアノ/オルガン/シンセサイザー/プログラミング）
  - 「怪獣GIGA/レディースコミック」 - （編曲/ピアノ/シンセサイザー/パーカッション/プログラミング）
  - 「SUMMER SHOOTER/らぶぴ」 - （編曲/オルガン/シンセサイザー/プログラミング）
  - 「Snowbud」 - （編曲/ピアノ/プログラミング）
  - 「BIGHOUSE」 - （編曲/ピアノ/シンセサイザー/プログラミング）
  - 「絶対運命ごっこ」 - （編曲/鍵盤/パーカッション/プログラミング）
  - 「シン・MAPA応援歌」 - （編曲/鍵盤/パーカッション/プログラミング）
  - 「デートを壊せ！」 - （編曲/鍵盤/パーカッション/プログラミング）
  - 「On The Verge」 - （作曲/編曲/鍵盤/パーカッション/プログラミング）

- Mia REGINA
  - 「Yes or Yes」 - （ピアノ）

- mitatake
  - 「星のソファ」 - （楽曲提供/作詞/作曲）
  - 「クラリネット」 - （楽曲提供/作詞/作曲　ほか鍵盤）
  - 「帰り道」 - （楽曲提供/作詞/作曲）

- 見田村千晴
  - 「I handle my handle」 - （ドラム/鍵盤）

- ミドリカワ書房
  - 『みんなのうた』 - （シリーズ全て　編曲/ドラム/鍵盤など）

- Maison book girl
  - 「シルエット」 - （ピアノ）
  - 「MORE PAST」 - （編曲/ピアノ）

- 茂木淳一
  - 「孔雀の夢」 - （作曲/ピアノほか）
  - 「悪循環体操」 - （作曲/ピアノほか）

- 木製の椅子
  - 「Naked Blues」 - （ドラム）
  - 「ジオジオのかんむり」 - （ドラム）

- ももいろクローバーZ
  - 「仏桑花」 - （ドラム/ピアノ）

- 森川アキコ
  - 「small music」 - （ドラム）

- 森山良子
  - 「すべてが歌になっていった」 - （ウーリッツァー）
  - 「いとしのポリチカ」 - （ウーリッツァー）
  - 「さよならの夏」 - （ピアノ）

- 山田稔明
  - 「the loved one」 - （ドラム）
  - 「夜の海を走って月を見た」 - （シンセサイザー）

- やまはき玲
  - 「風を聴く」 - （ドラム）

- 遊佐未森
  - 「まばたき」 - （エレクトリックピアノ）
  - 「Starlit Sky」 - （ドラム/ピアノ）
  - 「midsummer song」 - （ドラム/エレクトリックピアノ）

- 世木トシユキ
  - 「西陽の影」 - （ドラム/カホン）

- 吉澤嘉代子
  - 「最終回」 - （サウンドプロデュース/編曲/ピアノ）
  - 「屋根裏」 - （サウンドプロデュース/編曲/ドラム/鍵盤）
  - 「地獄タクシー」 - （サウンドプロデュース/編曲/ドラム/鍵盤）
  - 「麻婆」 - （サウンドプロデュース/編曲/ドラム/鍵盤）
  - 「ねえ中学生」 - （ウーリッツァー）
  - 「ねえ中学生 feat. 私立恵比寿中学」 - （ウーリッツァー）
  - 「ガリ」 - （サウンドプロデュース/編曲/ドラム/鍵盤）
  - 「ジャイアンみたい」 - （サウンドプロデュース/編曲/ドラム/鍵盤）
  - 「綺麗」 - （サウンドプロデュース/編曲/ドラム/鍵盤）
  - 「野暮」 - （サウンドプロデュース/編曲）※Tommy & Sammy名義
  - 「必殺サイボーグ」 - （共編曲/鍵盤）
  - 「恋愛倶楽部」 - サウンドプロデュース/編曲/ドラム/ピアノなど
  - 「ちょっとちょうだい」 - （サウンドプロデュース/編曲/ドラム/ピアノなど）[9]

- 吉谷彩子
  - 「恋のオーケストラ」 - （ピアノ/オルガン）
  - 「放課後の約束」 - （ピアノ/オルガン）

- 吉田博
  - 「Stories of my Life」 - （ドラム/鍵盤）

- Rainbow Septet
  - 「Tale after the rain」 - （作曲/ドラム）
  - 「Rainbow」- （作曲/ドラム）

- RYUTist
  - 「きっと、はじまりの季節」 -（編曲）[10]

- 分島花音
  - 「悪魔の囁き」 - （編曲/メロディカ/タンバリン）
  - 「REVERSE」 - （編曲/ピアノ）
  - 「One last time/roses」 - （編曲/プログラミング）
  - 「Unbalance by Me」 - （編曲/ピアノなど）
  - 「odette」 - （編曲/ピアノなど）
  - 「平凡な僕」 - （編曲/ピアノなど）
  - 「Drink Drunk Music」 - （編曲/ピアノなど）
  - 「luminescence Q.E.D.」 - （編曲/ピアノなど）[11]
  - 「チョコレート」 - （編曲/ドラム/鍵盤など）
  - 「芸術家とかわいい想像たち」 - （編曲/ドラム/鍵盤など）
  - 「ナイチンゲール」 - （編曲/ドラム/鍵盤など）
  - 「モンスター・スター」 - （編曲/ドラム/鍵盤など）
  - 「Unbalance by Me/自由落下とピノキオ」 - （編曲/ピアノ）
  - 「プリンセスチャールストン」 - （編曲/ピアノ）
  - 「Mayday!」 - （ドラム）
  - 「continue」 - （ピアノ）
  - 「killy killy JOKER」- （ピアノ）
  - 「Moonlight Party」 - （編曲/鍵盤）
  - 「signal」 - （ドラム/ピアノ）
  - 「無重力」 - （編曲/ピアノ）
  - 「Beauty & Stupid」 - （編曲/ピアノ）

## アニメ・ゲーム関連
- アイカツシリーズ
  - 「Let's アイカツ!」 - （ピアノ）
  - 「アイカツメロディ！」 - （ピアノ/オルガン）
  - 「アイドル活動！オンパレード！ver.」 - （編曲/ドラム/ピアノ/プログラミング）
  - 「トキメキアンテナ」 - （ピアノ）
  - 「AIKATSU GENERATION」 - （ピアノ/オルガン）
  - 「ドラマチックガール」 - （ピアノ）
  - 「MY STARWAY」 - （ピアノ）

- アイドルマスター シンデレラガールズ スターライトステージ
  - 「Star!!」 - （ピアノ）
  - 「BEYOND THE STARLIGHT」 - （ピアノ）
  - 「桜の風」 - （ピアノ/オルガン）
  - 「イリュージョニスタ!」 - （ピアノ）

- アニメガタリ
  - 「グッドラック ライラック」 - （ピアノ/オルガン）

- かんなぎ
  - 「最後のラブレター」 - （ピアノ/オルガン）

- ガールフレンド（仮）
  - 「Precious Memories」 - （ピアノ/オルガン）

- CUE!
  - 「ドリ☆アピ」 - （ピアノ）

- デスマーチからはじまる異世界狂想曲
  - 「スキノスキル」 - （ドラム/カホン/ピアノ）

- ハナヤマタ
  - 「花ハ踊レヤいろはにほ」 - （ピアノ/オルガン）

- プリンセスコネクト!Re:Dive
  - 「TwinkleStars」 - （ドラム/ピアノ）

- Fate/EXTRA Last Encore
  - 「Bright Burning Shout」 - （ピアノ/オルガン）

- 終物語
  - 「dreamy date drive」 - （ピアノ）※「ひたぎランデブー」のBlu-ray/DVD限定

- Wake Up, Girls!シリーズ
  - 「7 Girls War」 - （ピアノ/オルガン）
  - 「7 Senses」 - （ピアノ）
  - 「土曜日のフライト」 - （ピアノ/オルガン）

- 恋愛暴君
  - 「恋？で愛？で暴君です！」 - （ピアノ/オルガン）
- Vivy -Fluorite Eye's Song-
  - 「A Tender Moon Tempo」 - （ピアノ）
  - 「Fluorite Eye’s Song」 - （ピアノ）

## CM
- 資生堂「aupres」作曲
- 日本生命「みらいサポート(歌：手嶌葵)」ピアノ/補ストリングスアレンジ
- FUJI「CRゲゲゲの鬼太郎」出演/ドラム
- マクドナルド「ハッピーセット／スイートコーン」ドラム
- 東芝「dynabook(2009)」ローズピアノほか
- 呉市PR動画「呉IN - 呉IN」ピアノ

## その他
- 香川県綾歌郡宇多津町立宇多津北小学校
  - 「スクールへレッツGO!」 - （作曲）

## ライブサポート
- 岸谷香(key)
- 堂島孝平(key)[12]
- 奥華子(key,dr)
- 高橋徹也(key)[13]
- 大森靖子(key)[14]
- 中田裕二(key)[15]
- 布袋寅泰(key)
- 小池徹平(perc)
- 原田知世(key)
- 山下久美子(key)
- 遊佐未森(dr&key)
- カーネーション(key)[16]
- レキシ(key)
- おりあつ-岸谷香＆渡辺敦子-(key)
- Negicco(key)[17]
- Kaede(key)[18]
- 私立恵比寿中学×Negicco（エビネギ key）[19]
- 伊沢麻未/Asami Izawa(key,dr)
- 北川けんいち(key,dr)
- 分島花音(key,dr)
- 河野マリナ(key)
- 吉澤嘉代子(key)
- ミドリカワ書房(key,dr)
- 鳥井さきこ(pf)
- SOWAN SONG(key)
- 吉田博(key,dr)
- Kaco(pf)
- Maison book girl(key)
- 竹内アンナ(key&dr)[20]
- AMEMIYA(dr)
- 見田村千晴(key)
- COUCH(key)
- 山田稔明(dr,keys)
- 真藤敬利(dr)
- AKANE(key,dr)
- 黒崎ジュンコ(key,dr)
- まるごしブラザーズ(dr,bass)
- 木製の椅子(dr,key)
- 森川アキコ(dr,pf)
- michelle143(key)
- 伊藤サチコ(key)
- タマル(pf)
- あらりえ(pf,dr)
- 井上水晶-mia-(dr)
- やまはき玲(dr)
- 松尾昭彦(pf)
- ねこマジ(dr)
- jackson vibe(key)
- 宮良彩子(pf)
- はやしいと(key)
- 岡部磨知(dr)
- 星グランマニエ(from氣志團)(key)
- Amasia Landscape(dr)
- 半﨑美子(pf)、
- MONACA Fes. 2016(piano)
- 舞台 シティボーイズミックス PRESENTS 『モーゴの人々』（2007年） (dr)